# Yoshida Yasutaka
Yasutaka Yoshida (sinh ngày 22 tháng 11 năm 1966) là một cầu thủ bóng đá người Nhật Bản.

## Sự nghiệp câu lạc bộ
Yasutaka Yoshida đã từng chơi cho Tanabe Pharmaceutical, Sanfrecce Hiroshima và Cosmo Oil Yokkaichi.